# Бергслаген

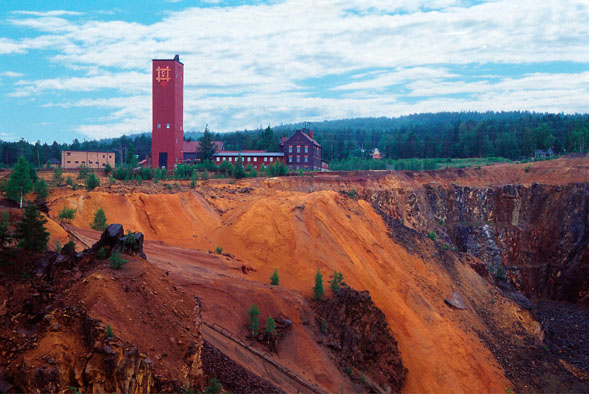
Stora stöten, Фалун

Бергслаген — горнодобывающий регион на юге центральной Швеции, в области Свеаланд. Горнодобывающее и металлургическое производство существовали тут со Средних веков, пока в XX веке не переместились в северную Швецию, в район Кируны. Бергслаген находится в провинциях Вестманланд, Даларна (юг) и Вермланд (восток). Иногда части провинций Эстергётланд и юг Нерке тоже включают в регион, обозначая их термином «Южный Бергслаген». 
Из-за того, что беспорядки на проходившей рядом северной границе Дании мешали вывозу руды из Бергслагена, в 1434 году произошло восстание Энгельбректа Энгельбректссона, вызвавшее дальнейшие беспорядки и в конечном счёте приведшее к распаду Кальмарской унии в 1523 году.

## Горнодобывающая промышленность

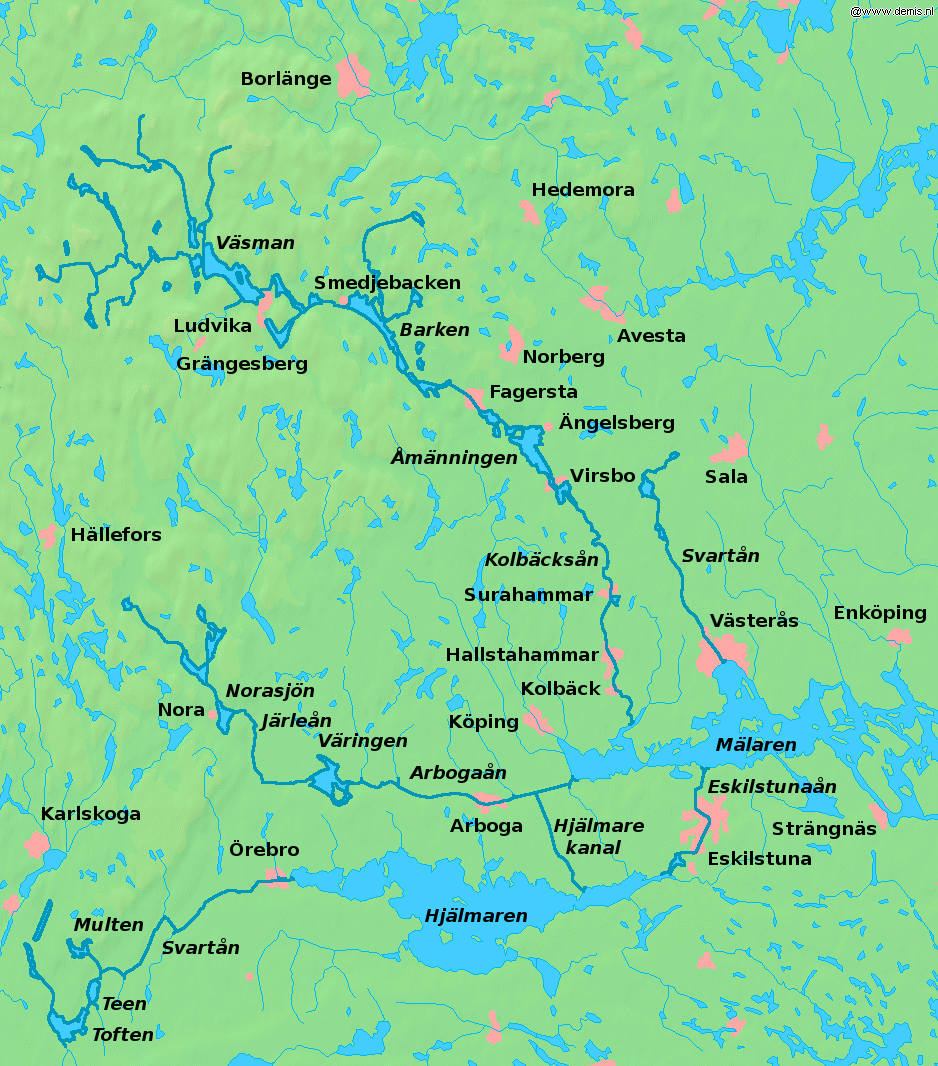
Регион Бергслаген и реки в центральной Швеции.

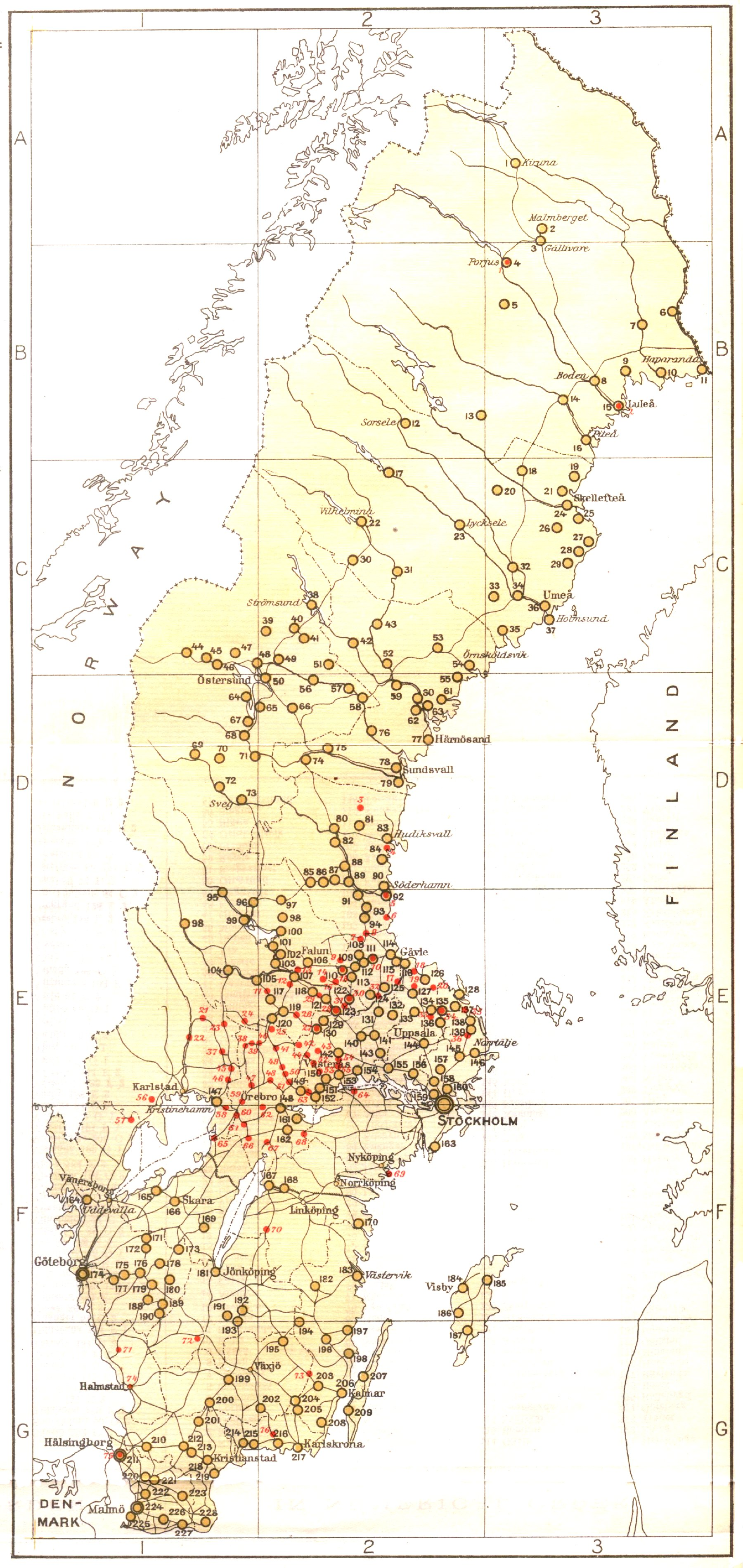
На этой карте 1920 года чугуно- и сталеплавильные заводы показаны красными числами, демонстрируя высокую концентрацию в регионе Бергслаген.

Регион очень богат полезными ископаемыми. В основном здесь добывали железную руду, но есть и шахты для добычи руд других металлов. Большинство рудников сейчас закрыты, но в 1970-е годы многие из них еще действовали. Древнейшие свидетельства о добыче руды относятся к 400 году до н.э., промышленная добыча началась в XVII веке.